# 拉姆蘇爾 (北卡羅萊納州)
拉姆蘇爾（英語：Ramseur）是一個位於美國北卡羅萊納州蘭道夫縣的城鎮。

## 人口
根據2020年美國人口普查的數據，拉姆蘇爾的面積為5.81平方千米，當中陸地面積為5.18平方千米，而水域面積為0.63平方千米。當地共有人口1774人，而人口密度為每平方千米305人。